# Posadas (Córdova)
Posadas é um município da Espanha na província de Córdova, comunidade autónoma da Andaluzia. Tem 160,28 km² de área e em 2021 tinha 7 296 habitantes (densidade: 45,5 hab./km²).

## Demografia
| Variação demográfica do município entre 1991 e 2004 | Variação demográfica do município entre 1991 e 2004 | Variação demográfica do município entre 1991 e 2004 | Variação demográfica do município entre 1991 e 2004 |
| --------------------------------------------------- | --------------------------------------------------- | --------------------------------------------------- | --------------------------------------------------- |
| 1991                                                | 1996                                                | 2001                                                | 2004                                                |
| 7099                                                | 7107                                                | 7077                                                | 7257                                                |